# Trương Xuân Kiều
Trương Xuân Kiều (tiếng Trung giản thể: 张春桥; phồn thể: 張春橋; bính âm: Zhāng Chūnqiáo; Wade-Giles: Chang Ch'un-chiao) (1917–21 tháng 4 năm 2005). Ông nguyên là ủy viên Bộ chính trị Đảng cộng sản Trung Quốc một trong bốn người thuộc tứ nhân bang một thời gian dài làm bất ổn tình hình kinh tế, chính trị Trung Quốc. Sau khi Mao Trạch Đông qua đời; trong nội bộ đảng cộng sản Trung Quốc diễn ra một cuộc đấu tranh nhằm lật đổ tứ nhân bang; kết quả là Trương Xuân Kiều cùng ba ủy viên bộ chính trị khác là Giang Thanh, Vương Hồng Văn, Diêu Văn Nguyên bị bắt với tội danh phản quốc.
Ông là một nhà văn ở Thượng Hải thập niên 1930. Sau hội nghị Diên An năm 1938, ông đã gia nhập Đảng Cộng sản Trung Quốc. Với việc thành lập nước Cộng hòa Nhân dân Trung Hoa, ông đã trở thành một nhà báo nổi bật ở Thượng Hải phụ trách Giải phóng Nhật báo. Ông đã gặp Giang Thanh ở Thượng Hải và giúp bà triển khai Cách mạng văn hóa.
Tháng 2 năm 1967, ông đã tổ chức Công xã Thượng Hải. Tháng 4 năm 1969, ông được bầu làm ủy viên Bộ chính trị Ban chấp hành trung ương Đảng và năm 1973 ông đã được bầu vào Thường vụ Bộ chính trị. Tháng 1 năm 1975, ông trở thành Phó thủ tướng thứ hai. Nỗ lực vươn lên chức vụ cao hơn của ông trong Đảng đã chấm dứt khi ông bị bắt giữ vào tháng 10 năm 1976. Ông bị xử tử hình, cùng với Giang Thanh năm 1981 nhưng sau đó đã được giảm án xuống còn chung thân. Giang Thanh mất năm 1991 ngay sau khi được thả do sức khỏe yếu. Ông cũng được thả với lý do tương tự vào tháng 8 năm 2002 và sống ẩn dật ở Thượng Hải.
Tháng 5 năm 2005, người ta thông báo ông đã qua đời do bị ung thư tháng trước đó